# Alexander Lonquich
Alexander Lonquich ('lonkviç; * 28. August 1960 in Trier) ist ein deutscher Pianist.

## Leben und Wirken
Der Sohn des deutschen Komponisten Heinz Martin Lonquich studierte Klavier bei Astrid Schmid-Neuhaus, Paul Badura-Skoda, Andrzej Jasiński und Ilonka Deckers-Küszler. Mit 16 Jahren gewann er den ersten Preis beim Concorso Pianistico Internazionale Alessandro Casagrande, dem 1966 gegründeten internationalen Klavierwettbewerb im italienischen Terni. Danach begann er eine intensive internationale Konzerttätigkeit als Solist und Kammermusikpartner und spielte unter der Leitung von Dirigenten wie Claudio Abbado, Heinz Holliger, Ton Koopman, Emmanuel Krivine, Mark Minkowski, Kurt Sanderling und Sándor Végh mit Orchestern wie den Wiener Philharmonikern, dem Tonhalle-Orchester Zürich, dem Royal Philharmonic Orchestra, den Düsseldorfer Symphonikern, dem Philharmonischen Orchester von Luxemburg und dem hr-Sinfonieorchester. Eine langjährige, durch mehrere CD-Einspielungen dokumentierte Zusammenarbeit verbindet ihn mit Frank Peter Zimmermann. Für Aufsehen sorgte seine Mitwirkung bei der Uraufführung von gefaltet, einem „Choreografischen Konzert“ von Sasha Waltz und Mark Andre, mit der die Internationale Stiftung Mozarteum ihre Mozartwoche 2012 eröffnete. Hier traf er erneut mit Carolin Widmann zusammen, mit der er bereits 2008 beim Eröffnungskonzert der Salzburger Festspiele Olivier Messiaens Quatuor pour la fin du temps interpretiert hatte. Über die 2012 veröffentlichte Schubert-Einspielung mit der Violinistin meinte Lonquich, dass dabei oft nicht eindeutig sei, welchem Instrument die Führungsrolle zukomme: „Da vollzieht sich eine fortwährende Verschiebung der Gewichtung, die mich beinahe an Ligeti erinnert. Besonders faszinierend für unser Zusammenspiel im Duett ist es, dass wir einander in dieselbe Richtung folgen müssen, uns dabei jedoch nie zu nahe kommen dürfen. Wir müssen einen gemeinsamen Atem entwickeln und zugleich unsere Autonomie wahren.“
Lonquich konzertiert auf allen bedeutenden europäischen Festivals sowie bei Gastspielen in Japan, den USA und Australien nicht nur als Solist, sondern auch in der Doppelfunktion als Dirigent/Solist mit Orchestern wie der Camerata Salzburg, dem Münchener Kammerorchester, dem Kammerorchester Basel, dem Orchestra da Camera di Mantova, der  Deutschen Kammerphilharmonie Bremen, dem Stuttgarter Kammerorchester und dem Mahler Chamber Orchestra. Zudem ist er Kammermusikpartner von Künstlerkollegen wie dem Auryn Quartett, Carolin Widmann und Frank Peter Zimmermann.

## Diskografie (Auswahl)
- 2004 Alexander Lonquich, Plainte Calme, ECM
- 2008 Alexander Lonquich, Robert Schumann / Heinz Holliger, ECM
- 2011 Alexander Lonquich, Mozart. Deutsche Tänze KV 571, u. a., Mozarteum-Orchester Salzburg, Orfeo International Music
- 2012 Carolin Widmann, Alexander Lonquich, Franz Schubert. Fantasie C-Dur/Rondo h-Moll/Sonate a-Dur, ECM